# Hsiao Ming-Hsien
Né en 1936, Hsiao Ming-Hsien, également appelé Hsiao Ming-Hsian, est un artiste chinois dont le rôle a été prédominant dans l’évolution de la peinture chinoise vers l’abstraction.

## Biographie
Natif de Taïwan, Hsiao Ming-Hsien commence à peindre en 1953 sous la conduite de Lee Chun-Shan dans son atelier de la rue Antung à Taipei. Plus tard, il devient l’un des huit membres fondateurs du Ton Fan Group, avec Hsiao Chin. En 1957 son œuvre est récompensée à la Biennale de São Paulo. Il voyage à partir de 1964 en Europe et étudie à l’Ecole des Beaux-arts de Paris. En 1969 il part vivre aux États-Unis avec sa famille. Influencé par les artistes abstraits occidentaux, son œuvre, très libre, est aussi empreinte de philosophie orientale, on retrouve les notions de pleins et de vides, de mouvement et d’immobilité.

## Expositions personnelles
- 1971 : Rexmere Gallery - Stamford, New York, États-Unis
- 1971 : Empire National Bank Offices - Orange County, New York, États-Unis
- 1960 : Green Gallery - Middletown, New York, États-Unis
- 1960 : Galleria ‘Numero’ 2 - Florence, Italie

## Expositions de groupe majeures
- 2012 : The Pioneers” of Taiwanese Artists 1931-1940 – Musée National des Beaux-arts de Taïwan, Taïwan
- 2007 : The River of Art Meanders Tracing the Origin of Taiwan Art From 1736-1969, Musée national des Beaux-arts de Taïwan, Taïwan
- 2005 : Musée national des Beaux-arts de Taïwan, Taïwan
- 1999 : Musée d’art de Shanghai - Shanghai, Chine
- 1999 : National Taiwan Museum of Fine Arts Taichun, Taïwan
- 1997 : The “Fifth Moon” “Ton-Fan” Modern Spirit Modern Art Center - Taichun, Taipei, Kinmen, Taïwan
- 1997 : The “Fifth Moon” “Ton-Fan” Modern Spirit Modern Art Center - Taichun, Taipei,
- 1996 : The ‘Fifth Moon” ”Ton-Fan” Modern Spirit 40th Anniversary G.Zen - 50 Art Gallery Kaushon
- 1960 : 1st lntenational Modern Arts Salon, Hong Kong, Chine
- 1959 : 1st Biennale of Young Artists, Paris, France
- 1957-59 : 4th and 5th Biennale of São Paulo, Brésil
- 1958 : 1st Exhibition of Asia’s Young Artists, Tokyo, Japon
- 1957-64 : 1st to 8th ‘Ton Fan‘ Exhibitions, Taipei, Taïwan
- 1957-63 : ‘Ton Fan‘ Exhibition - New York, Italie, Allemagne, Autriche et Espagne

## Prix
- 1971 : 2nd prix de la 36e exposition annuelle de l’association d’art de Cooperstown, Cooperstown, New York, États-Unis
- 1960 : Médaille d’or du 1er Salon international d’art moderne - Hong Kong, Chine
- 1951 : Prix d’honneur de la 4e Biennale de São Paulo - Brésil

## Collections publiques
- Musée des Beaux-arts de Taipei, Taipei, Taïwan
- Musée national des Beaux-arts de Taïwan, Taichung, Taïwan
- Musée d’art moderne et contemporain de Barcelone, Espagne
- Art in Skopje, Slovénie
- Musée d’Histoire de Taipei, Taïwan

### Catalogues
- Michael Sullivan. Moderne chinese artists, a biographical dictionary. University of California Press. 2006.  (ISBN 978-0-520-24449-8)
- The Modernist Wave. Taiwan Art in the 1950s and 1960s. National taiwan Museum of Fine Arts. 2011.  (ISBN 978-986-02-8859-9)